# Haruya Fujii
Haruya Fujii (藤井 陽也, Fujii Haruya), né le 26 décembre 2000 dans la préfecture d'Aichi au Japon, est un footballeur international japonais qui joue au poste de défenseur central au KV Courtrai, en prêt du Nagoya Grampus.

## Biographie

### En club
Né dans la préfecture d'Aichi au Japon, Haruya Fujii commence le football au Hikari FC avant d'être formé au Nagoya Grampus. Le 5 décembre 2018, alors qu'il évolue avec les U18, est annoncé son enregistrement dans l'équipe première.
Le 20 juillet 2019, Fujii fait sa première apparition en J1 League, contre le Gamba Osaka. Il est titularisé et les deux équipes se neutralisent ce jour-là (2-2 score final),.
Fujii inscrit son premier but en professionnel le 9 juin 2021, à l'occasion d'une rencontre de coupe du Japon face au Mitsubishi Mizushima FC. Il ouvre le score de la tête sur un service de Kazuki Nagasawa et son équipe s'impose par cinq buts à zéro ce jour-là.
Le 8 octobre 2022, Haruya Fujii inscrit son premier but en J1 League contre le Kyoto Sanga FC. Il marque de la tête en ouvrant le score mais les deux équipes se séparent sur un score nul de un partout ce jour-là,.

### En sélection
Le 20 mars 2023, Haruya Fujii est convoqué pour la première fois avec l'équipe nationale du Japon par le sélectionneur Hajime Moriyasu.